# فایو پوینت (کارولینای شمالی)
فایو پوینت (به انگلیسی: Five Points) شهری در ایالت کارولینای شمالی کشور ایالات متحده آمریکا است که جمعیت آن در سرشماری سال ۲۰۱۰ میلادی، ۶۸۹ نفر بوده‌است.